# رسم خريطة
رسم الخريطة هو عبارة عن تمثيل الأبعاد والمسافات والمساحات المأخوذة في الطبيعة على الورق بمقياس رسم مناسب بحسب الغرض من الخريطة.

## مصادر الخريطة الإقليمية

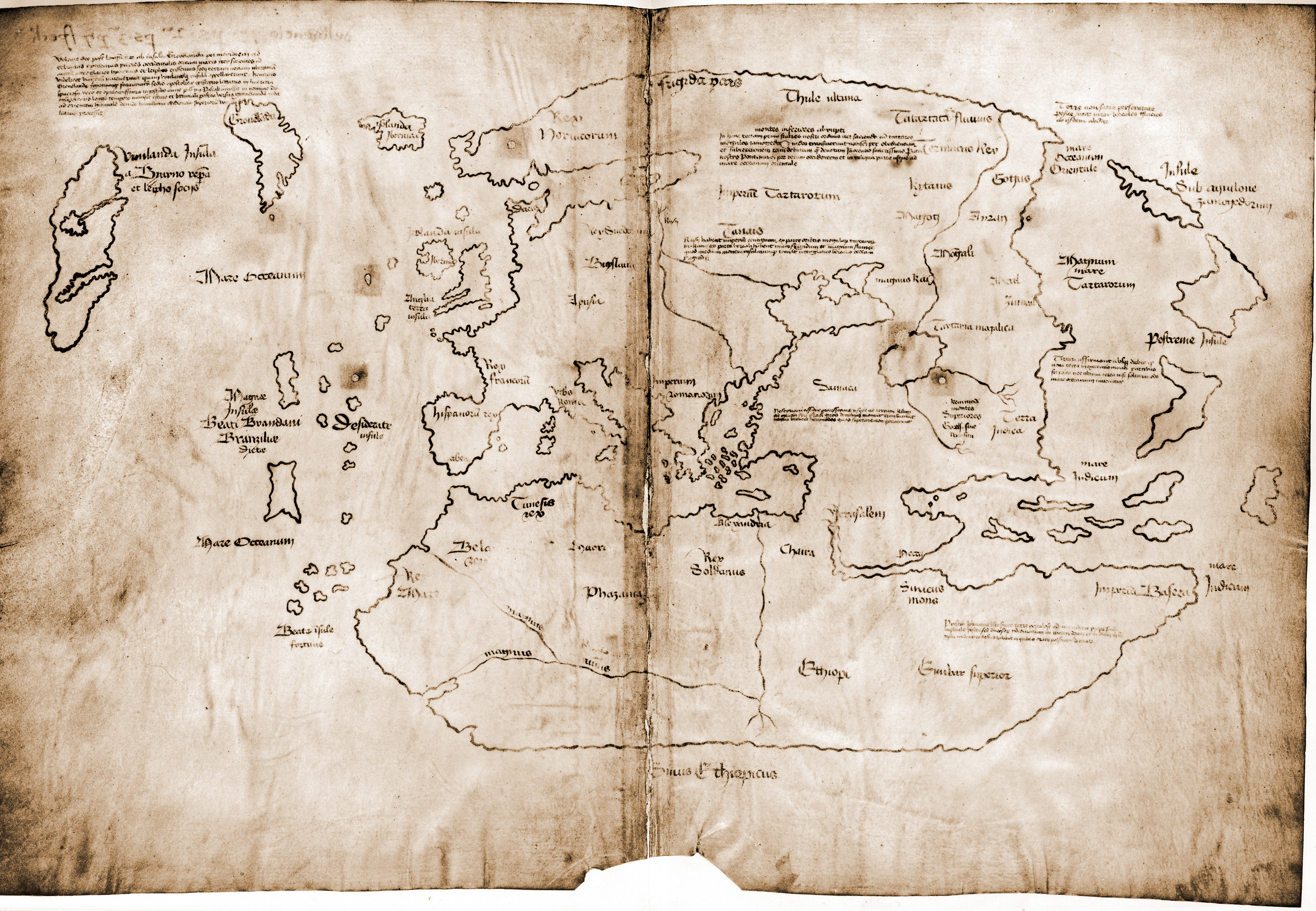
رسمة قديمة للخريطة

## المصادر الخرائطية

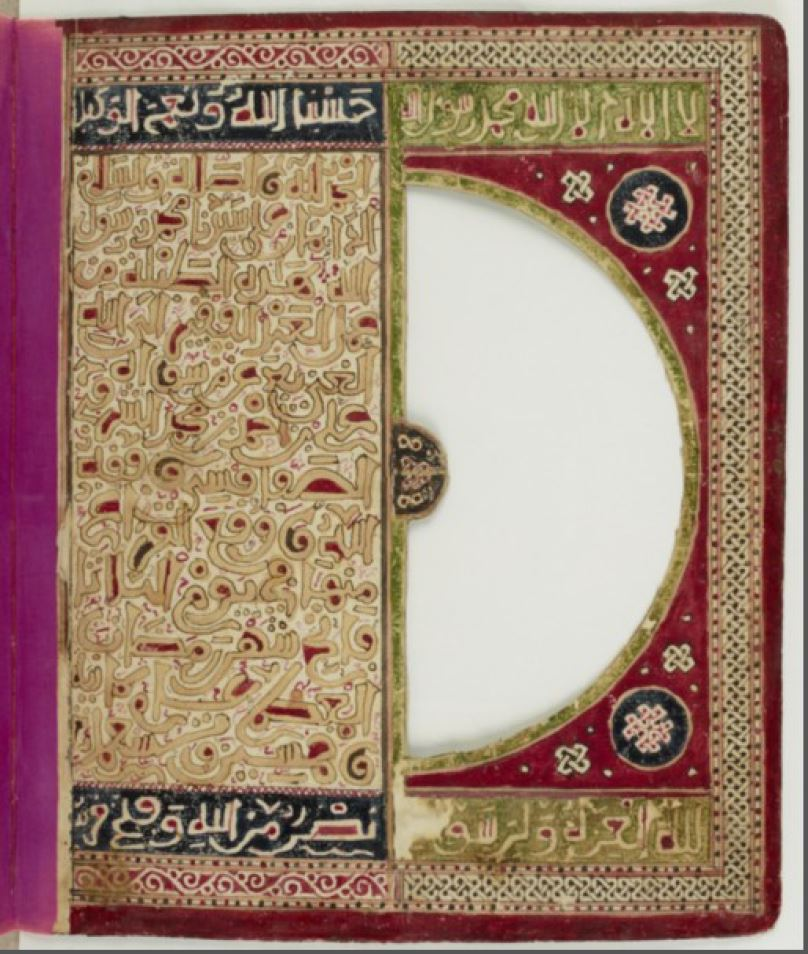
الأطلس البحري لعلي الشرفي